# Throana rufipicta
Throana rufipicta là một loài bướm đêm trong họ Noctuidae.